# 美少女探訪
美少女探訪（ISBN 4883213455）は､1997年に北欧書房から上梓されたジェイ・オオタの写真集。
タイトルに当時隆昌の美少女紀行の影響が見られ､対抗するかのように同著が手付けずのチェコをロケ地とし､被写体の学生服をつけた姿も載り初々しさを強調し育んだ土壌の説明もある。
| サブスタブ | この項目は、まだ閲覧者の調べものの参照としては役立たない、書きかけの項目です。この項目を加筆・訂正などしてくださる協力者を求めています。このテンプレートは分野別のサブスタブテンプレートやスタブテンプレート（Wikipedia:分野別のスタブテンプレート参照）に変更することが望まれています。 |